# 8868 Hjorter
8868 Hjorter (1992 EE7) là một tiểu hành tinh vành đai chính.